# Santa Maria del Cedro
Santa Maria del Cedro este o comună din provincia Cosenza, regiunea Calabria, Italia, cu o populație de 5.002 locuitori (1 ianuarie 2023) și o suprafață de 18,42 km².

## Demografie
Santa Maria del Cedro - evoluția demografică

|  | Graficele sunt indisponibile din cauza unor probleme tehnice. Mai multe informații se găsesc la Phabricator și la wiki-ul MediaWiki. |

Date: Recensăminte sau birourile de statistică - grafică realizată de Wikipedia